# ساختمان اسکلاستیک
ساختمان اسکلاستیک (انگلیسی: Scholastic Building) مقر انتشارات اسکلاستیک در خیابان برادوی، منهتن، نیویورک است.
این ساختمان که در سال ۲۰۰۱ ساخته شده‌است دارای ۱۰ طبقه و ۴۲.۴ متر ارتفاع می‌باشد.

## نگارخانه

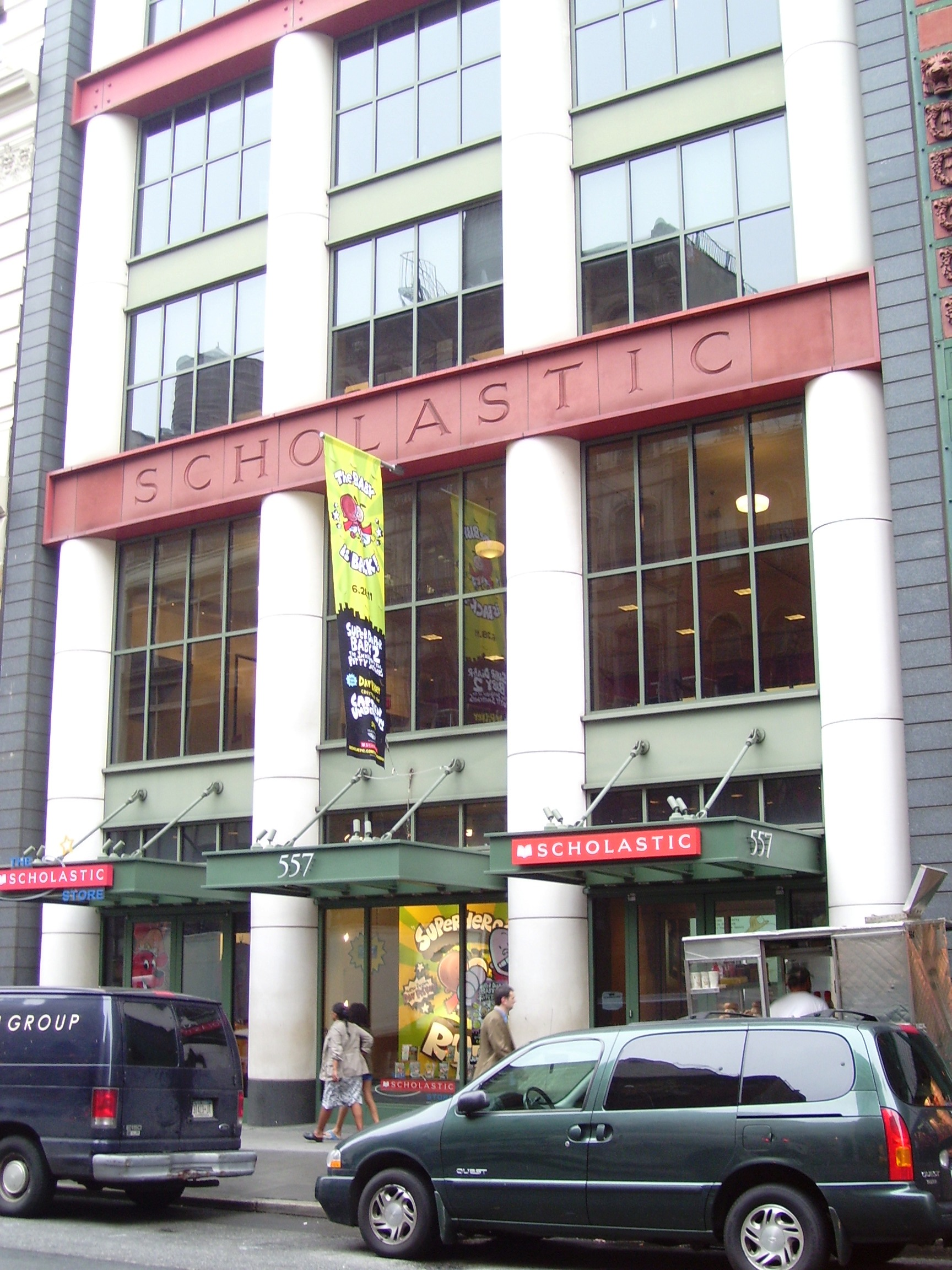
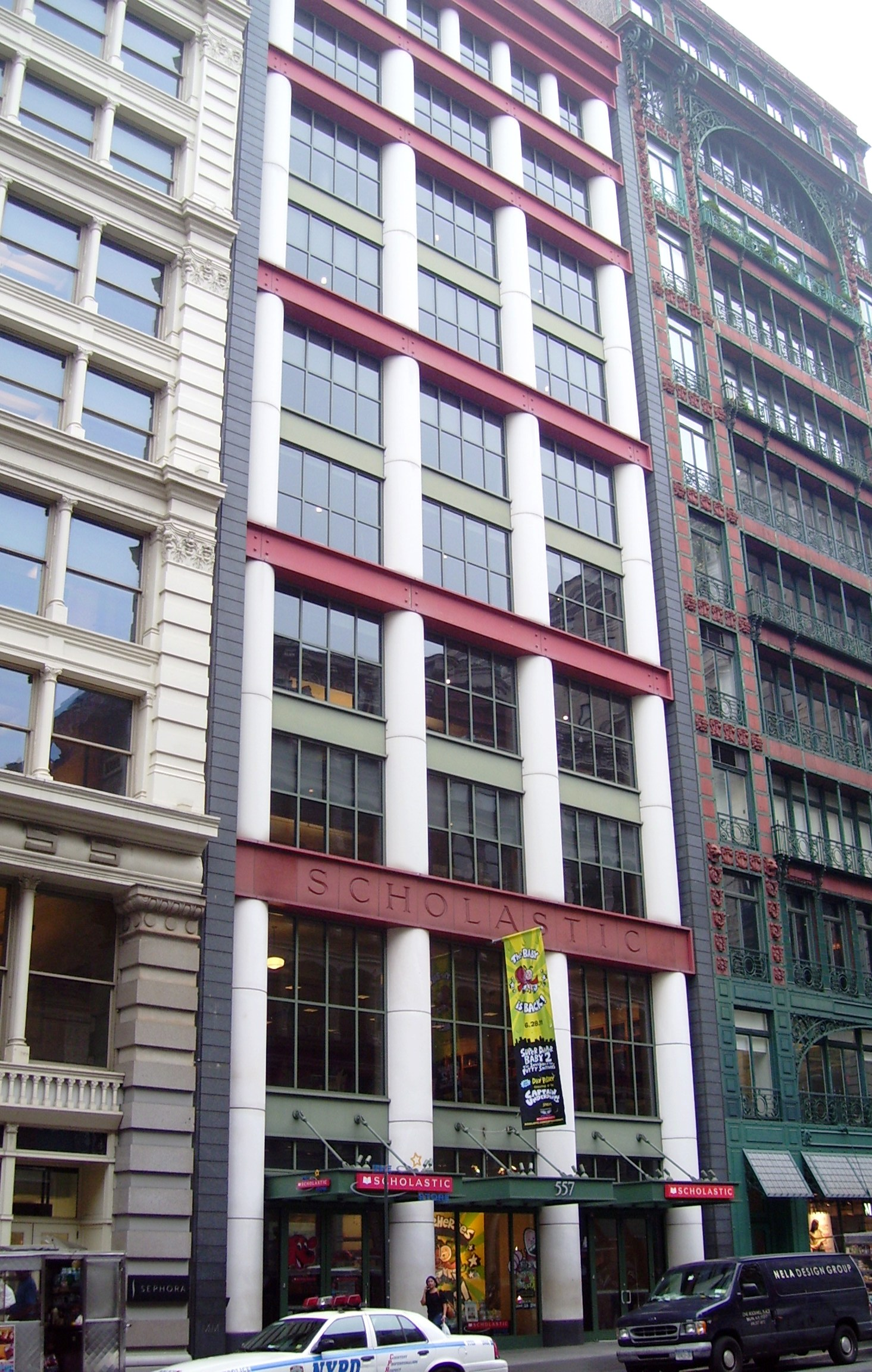
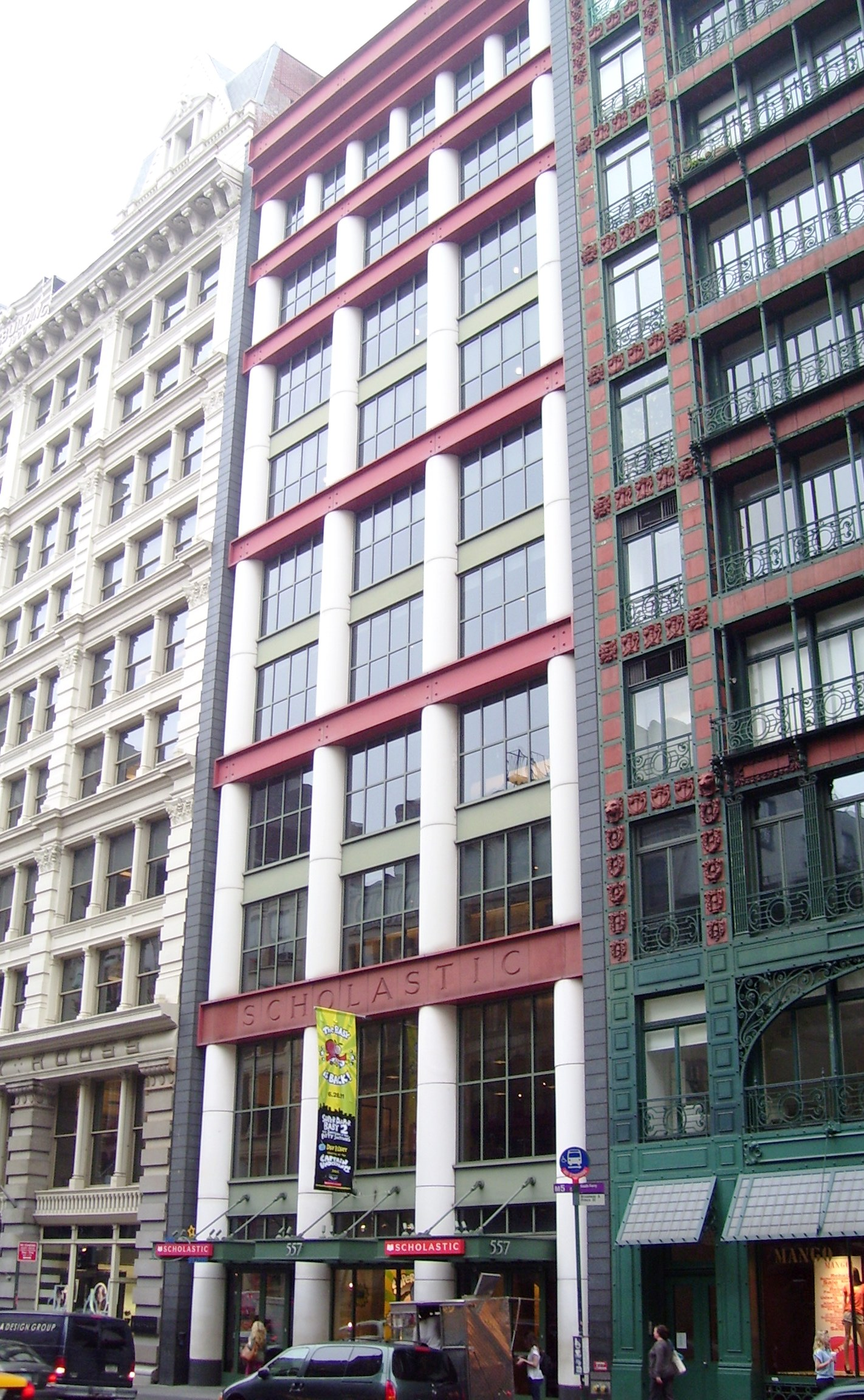